# Amerant Bank Arena
Amerant Bank Arena (tidligere BB&T Center, National Car Rental Center, Office Depot Center, BankAtlantic Center og FLA Live Arena) er en sportsarena i Fort Lauderdale i Florida, USA, der er hjemmebane for NHL-holdet Florida Panthers. Arenaen har plads til ca. 21.000 tilskuere, og blev indviet 3. oktober 1998.